# ساؤل گارسیا (بازیکن فوتبال زاده ۱۹۹۴)
ساؤل گارسیا (انگلیسی: Saúl García؛ زادهٔ ۹ نوامبر ۱۹۹۴) بازیکن فوتبال اهل اسپانیا است.
از باشگاه‌هایی که در آن بازی کرده‌است می‌توان به باشگاه فوتبال راسینگ سانتاندر، باشگاه فوتبال نومانسیا، باشگاه فوتبال اسپورتینگ خیخون، باشگاه فوتبال دپورتیوو لاکرونیا، و باشگاه ورزشی تنریف اشاره کرد.